# Bombus semenoviellus
Espèce
Bombus semenoviellus est une espèce de bourdons du genre Bombus, du sous-genre Cullumanobombus.

## Répartition
Ce bourdon se rencontre en Allemagne, en Finlande, en Pologne et Russie.

## Systématique
Le nom valide complet (avec auteur) de ce taxon est Bombus semenoviellus Skorikov (d), 1910.